# Who Is America?
Who Is America? é uma série de televisão do estilo sátira política criada por Sacha Baron Cohen. Lançada em 15 de julho de 2018, no Showtime, Baron Cohen estrela diversos personagens com o apoio da produção executiva de Anthony Hines, Todd Schulman, Andrew Newman, Dan Mazer e Adam Lowitt. Como reconhecimento, foi indicada ao Primetime Emmy Awards 2019 na categoria de melhor programa de esquetes.

## Elenco
Sacha Baron Cohen interpreta os seguintes personagens:
- Billy Wayne Ruddick Jr., Phd, um teórico de extrema-direita e autoproclamado jornalista cidadão, que publica investigações em seu site.
- Dr. Nira Cain-N'Degeocello, um palestrante progressista de estudos de gênero do Reed College.
- Rick Sherman, um condenado britânico recém-livre.
- Erran Morad, um israelense expert em anti-terrorismo e membro do Exército de Israel.
- Gio Monaldo, um bilionário e fotógrafo de moda italiano de Milão.